# 马耶讷省
马耶讷省（法語：Mayenne，法語：[majɛn] ⓘ）是法國卢瓦尔河地区大区所轄的省份。該省編號為53。